# رضا هاشمي (مقاطعة فارياب)
رضا هاشمي (بالفارسية: موتور علیرضا هاشمی فاریاب) هي مستوطنة تقع في كرمان في إيران. يقدر عدد سكانها بـ 22 نسمة بحسب إحصاء 2016.